# Ranunculus scapigerus
Ranunculus scapigerus är en ranunkelväxtart som beskrevs av William Jackson Hooker. Ranunculus scapigerus ingår i släktet ranunkler, och familjen ranunkelväxter. Inga underarter finns listade i Catalogue of Life.